# محوطه پشت لام
محوطه پشت لام مربوط به هزاره اول است و در شهرستان گرگان، روستای زیارت واقع شده و این اثر در تاریخ ۷ مرداد ۱۳۸۲ با شمارهٔ ثبت ۹۳۲۵ به‌عنوان یکی از آثار ملی ایران به ثبت رسیده است.